# 耶律室魯
耶律室魯（971年—1011年），字乙辛隐。辽国軍人、政治人物。契丹六院部出身。
耶律室魯和辽圣宗同年出生，美容姿，被聖宗喜愛。成人後，任祗候郎君。为宿直官。遼軍攻打北宋，耶律室魯为队帥，从南府宰相耶律奴瓜、統軍使蕭撻览攻打赵地、魏地，有功。加检校太師之位。統和二十一年（1003年）七月为南院大王（一说北院大王）。攻下通利軍，遼宋和議成，耶律室魯为門下平章事、特進，受位推誠竭節保義功臣。建议以六院部羊毛和北宋岁币里的絹交換，获得利益。統和二十九年（1011年）三月，任北院枢密使，封韓王。从耶律隆運管理北院，事务多有迟滞，室魯被任命为北院枢密使，朝野相庆。从聖宗在松林狩猎，在沙嶺去世。追贈守司徒、政事令之位。

## 子
- 耶律十神奴（南院大王）
- 耶律歐里斯

## 延伸阅读
[在维基数据编辑]
 《遼史/卷81》，出自脱脱《遼史》